# لويس باول بون
لويس باول بون هو مؤلف وكاتب ورسام وشاعر بلجيكي، ولد في 15 مارس 1912 في الست في بلجيكا، وتوفي في 10 مايو 1979 في Erembodegem ‏ في بلجيكا.

## وصلات خارجية
- لويس باول بون على موقع IMDb (الإنجليزية)
- لويس باول بون على موقع الموسوعة البريطانية (الإنجليزية)
- لويس باول بون على موقع ميوزك برينز (الإنجليزية)
- لويس باول بون على موقع ديسكوغز (الإنجليزية)
- لويس باول بون على موقع قاعدة بيانات الفيلم (الإنجليزية)